# Collegio elettorale di Carrara (Senato della Repubblica)
Il collegio di Carrara fu un collegio elettorale uninominale della Repubblica Italiana per l'elezione del Senato della Repubblica. Apparteneva alla Circoscrizione Toscana e fu utilizzato per eleggere un senatore nella XII, XIII e XIV legislatura.
Venne istituito nel 1993 con la cosiddetta Legge Mattarella (Legge n. 276, Norme per l'elezione del Senato della Repubblica), attuata in seguito al referendum abrogativo del 1993. La legge istituì per la Camera dei deputati e per il Senato della Repubblica un sistema di elezione misto, in parte maggioritario e in parte proporzionale. Il 75% dei parlamentari dell'assemblea veniva eletto in collegi uninominali tramite sistema maggioritario a turno unico; il restante 25% al Senato veniva eletto tramite recupero proporzionale dei più votati non eletti attraverso un meccanismo di calcolo denominato "scorporo", cioè sottraendo dal conteggio dei voti totali di una lista nella parte proporzionale i voti ottenuti dai candidati collegati alla medesima lista che erano eletti nei collegi uninominali con il sistema maggioritario.
Il collegio venne abolito insieme a tutti gli altri che costituivano il Senato con la promulgazione della legge elettorale successiva, la cosiddetta Legge Calderoli. Questa prevedeva un sistema proporzionale con premio di maggioranza, che al Senato veniva attribuito a livello regionale.

## Territorio
Il collegio di Carrara era uno dei 14 collegi uninominali in cui era suddivisa la Toscana e, come previsto dal D.Lgs. del 20 dicembre 1993 n. 535, comprendeva i comuni di Aulla, Bagnone, Carrara, Casola in Lunigiana, Comano, Filattiera, Fivizzano, Forte dei Marmi, Fosdinovo, Licciana Nardi, Massa, Montignoso, Mulazzo, Pietrasanta, Podenzana, Pontremoli, Seravezza, Stazzema, Tresana, Villafranca in Lunigiana e Zeri.

## Eletti
| Elezione | Elezione | Senatore         | Partito            |
| -------- | -------- | ---------------- | ------------------ |
|          | 1994     | Fausto Marchetti | Progressisti (PRC) |
|          | 1996     | Fausto Marchetti | Progressisti (PRC) |
|          | 2001     | Andrea Rigoni    | L'Ulivo (DL)       |

## Dati elettorali

### XII legislatura
|                               | Fausto Marchetti ✔️ Eletto    | Progressisti               | 58 547  | 38,30 |  |  |  |  |  |
|                               | Gianfranco Petricca ✔️ Eletto | Polo delle Libertà         | 35 036  | 22,92 |  |  |  |  |  |
|                               | Albino Fontana                | Patto per l'Italia         | 26 032  | 17,03 |  |  |  |  |  |
|                               | Giacomo Brondi                | Alleanza Nazionale         | 18 888  | 12,35 |  |  |  |  |  |
|                               | Augusto Puccetti              | Lista Pannella-Riformatori | 6 360   | 4,16  |  |  |  |  |  |
|                               | Pier Luigi Bordigoni          | Rinnovamento               | 6 075   | 3,97  |  |  |  |  |  |
|                               | Dante Bartolini               | Lega Autonomista Toscana   | 1 945   | 1,27  |  |  |  |  |  |
| Totale                        | Totale                        | Totale                     | 152 883 | 100   |  |  |  |  |  |
|                               |                               |                            |         |       |  |  |  |  |  |
| Voti non validi               | Voti non validi               | Voti non validi            | 15 925  | 9,43  |  |  |  |  |  |
| Votanti                       | Votanti                       | Votanti                    | 168 808 | 87,07 |  |  |  |  |  |
| Elettori                      | Elettori                      | Elettori                   | 193 866 |       |  |  |  |  |  |
|                               |                               |                            |         |       |  |  |  |  |  |
| Data: 27-28 marzo 1994        |                               |                            |         |       |  |  |  |  |  |
| Fonte: Ministero dell'interno |                               |                            |         |       |  |  |  |  |  |

### XIII legislatura
|                               | Fausto Marchetti ✔️ Eletto          | Progressisti               | 62 691  | 43,58 |  |  |  |  |  |
|                               | Massimo Baldini ✔️ Eletto           | Polo per le Libertà        | 56 552  | 39,31 |  |  |  |  |  |
|                               | Achille Augusto Capulzini Cremonini | Lega Nord                  | 7 529   | 5,23  |  |  |  |  |  |
|                               | Marco Bardini                       | Partito Socialista         | 4 621   | 3,21  |  |  |  |  |  |
|                               | Nicola Silvestri                    | Fiamma Tricolore           | 4 313   | 3,00  |  |  |  |  |  |
|                               | Franca Moriconi                     | Mani Pulite                | 3 345   | 2,33  |  |  |  |  |  |
|                               | Carlo Del Nero                      | Lista Pannella-Sgarbi      | 2 973   | 2,07  |  |  |  |  |  |
|                               | Luciano Ciomei                      | Movimento Toscana Autonoma | 1 836   | 1,28  |  |  |  |  |  |
| Totale                        | Totale                              | Totale                     | 143 860 | 100   |  |  |  |  |  |
|                               |                                     |                            |         |       |  |  |  |  |  |
| Voti non validi               | Voti non validi                     | Voti non validi            | 19 026  | 11,68 |  |  |  |  |  |
| Votanti                       | Votanti                             | Votanti                    | 162 886 | 81,98 |  |  |  |  |  |
| Elettori                      | Elettori                            | Elettori                   | 198 688 |       |  |  |  |  |  |
|                               |                                     |                            |         |       |  |  |  |  |  |
| Data: 21 aprile 1996          |                                     |                            |         |       |  |  |  |  |  |
| Fonte: Ministero dell'interno |                                     |                            |         |       |  |  |  |  |  |

### XIV legislatura
|                               | Andrea Rigoni ✔️ Eletto       | L'Ulivo                              | 69 464  | 44,79 |  |  |  |  |  |
|                               | Massimo Baldini ✔️ Eletto     | Casa delle Libertà                   | 63 342  | 40,84 |  |  |  |  |  |
|                               | Giorgio Malentacchi ✔️ Eletto | Partito della Rifondazione Comunista | 13 409  | 8,65  |  |  |  |  |  |
|                               | Andrea Barattini              | Lista Di Pietro                      | 3 809   | 2,46  |  |  |  |  |  |
|                               | Carlo Del Nero                | Pannella-Bonino                      | 2 670   | 1,72  |  |  |  |  |  |
|                               | Valerio Albisetti             | Democrazia Europea                   | 2 394   | 1,54  |  |  |  |  |  |
| Totale                        | Totale                        | Totale                               | 155 088 | 100   |  |  |  |  |  |
|                               |                               |                                      |         |       |  |  |  |  |  |
| Voti non validi               | Voti non validi               | Voti non validi                      | 9 851   | 5,97  |  |  |  |  |  |
| Votanti                       | Votanti                       | Votanti                              | 164 939 | 80,93 |  |  |  |  |  |
| Elettori                      | Elettori                      | Elettori                             | 203 809 |       |  |  |  |  |  |
|                               |                               |                                      |         |       |  |  |  |  |  |
| Data: 13 maggio 2001          |                               |                                      |         |       |  |  |  |  |  |
| Fonte: Ministero dell'interno |                               |                                      |         |       |  |  |  |  |  |